# محمد قنيري أفرح
محمد قنيري أفرح (بالصومالية: Maxamed Qanyare Afrax)‏ (1941 - 2019) سياسي وزعيم فصيل صومالي اتخذ حي دينيلي جنوب مقديشو مقرا له. ترشح لرئاسة الحكومة الوطنية الانتقالية في أول انتخابات رئاسية بعد الحرب الأهلية الصومالية في 10 أكتوبر 2004 وتبوء المركز الثالث في الانتخابات، وعُيّن بعدها وزيرا للأمن في حكومة رئيس الوزراء علي محمد جيدي، وشغل المنصب حتى عام 2006 حيث أُقيل نتيجة تجاهله دعوات رئيس الوزراء جيدي لوقف قتال قوات المحاكم الإسلامية. استمر قنيري بعدها في المشاركة بنشاط في الشؤون السياسية الصومالية حيث أعيد انتخابه في أول برلمان فيدرالي في الصومال بعد الفترة الانتقالية، واستقال من مقعده الذي يمثل عشيرته ( مررسدي ) في صيف 2013 وخلفه في المنصب نجله عبد الولي

## النشأة
التحق محمد قنيري أفرح بقوات الشرطة الصومالية بعد استقلال الصومال عام 1960 وترقى حتى وصوله إلى رتبة عريف قبل أن يعيش حياة المنفى في كينيا المجاورة في السبعينيات، في كينيا أنشأ شقيقه رجل الأعمال حسن قنيري أفرح شركة Speedways Trans - Africa للنقل البري، ونمت الشركة لتصبح واحدة من أبرز شركات النقل التجاري في شرق ووسط إفريقيا في السبعينيات والثمانينيات، وساهم محمد قنيري في شركة أخيه محمد كمستثمر. في الوقت الذي كان يعارض فيه سياسيات النظام الصومال بقيادة محمد سياد بري من منفاه في كينيا، إلى جانبه تقديمه الدعم المالي للجبهات المسلحة المناهضة لنظام سياد بري، وقد أدى هذا الدعم إلى إعلانه شخصًا غير مرغوب فيه من قبل رئيس جمهورية كينيا آنذاك دانيال آراب موي.

## الحرب الأهلية الصومالية

### المؤتمر الصومالي الموحد
كان قنيري أحد الأعضاء المؤسسين والممولين للمؤتمر الصومالي الموحد (USC) الذي أُنشئ في العاصمة الإيطالية روما في 26 يناير 1987 وأعلن تأييده القوي لحكومة علي مهدي المعلنة من جانب واحد فور الإعلان عنها، وكان أبرز قادة جناح علي مهدي في المؤتمر الموحد والمعروف باسم "USC Mahdi"، المنافس القوي لفصيل محمد فرح عيديد في المؤتمر الموحد، انشق قنيري لاحقا من فصيل علي مهدي ليُعين وزيرا للداخلية في حكومة "سلبالار" (ذات القاعدة الموسعة) التي أنشأها محمد فارح عيديد.
خلال الفترة المبكرة من الحرب الأهلية وفي الفترة ما بين 1993و 1999 شارك قنيري في العديد من مؤتمرات المصالحة التي عُقدت في مصر وإثيوبيا وكينيا كونه أحد أقوى أمراء الحرب، لاسيما أنه كان يفرض سيطرته على منطقة سوق بكارو الرئيسي في العاصمة الصومالية مقديشو بالإضافة إلى فرضه ضرائب على أنشطة مطار دينيلي، وهو أحد مهابط الطائرات العديدة حول مقديشو المفتوحة في ذلك الوقت بسبب إغلاق المطار الرئيسي فضلاً عن كونه أحد المساهمين في ميناء عيل معان الذي استخدمته الشركات في مقديشو نتيجة إغلاق ميناء مقديشو الرئيسي لمدة عشر سنوات.

### الحكومة الوطنية الانتقالية
في فبراير 2001 انضم قنير إلى الحكومة الوطنية الانتقالية (TNG). وعُين وزيرا للثروة السمكية، ترشح قنيري بعدها لرئاسة الحكومة في عام 2004 إلا أنه جاء في المركز الثالث وخسر لصالح عبد الله يوسف أحمد، .

### الحكومة الاتحادية الانتقالية
في ديسمبر 2004 عُين قنيري أفرح في منصب وزير الأمن في الحكومة الاتحادية الانتقالية (TFG). ووُصِف حينها بأنه "أحد أكثر السياسيين الصوماليين تسلحا" حيث كان يملك مليشيا قوامها 2000 رجل متسلحة بعشرات المركبات التقنية، كما وصف بأنه "رجل أعمال بارز يدير مهبط طائرات بالقرب من العاصمة تستخدمه وكالات الإغاثة الدولية ومستوردو القات المخدر التي تزرع في كينيا".
في 8 نوفمبر 2005 ظهر إلى السطح خلافات في الحكومة الاتحادية الانتقالية بعد رفض قنيري وزميله وزير التجارة موسى سودي يلحو -الذي كان هو الآخر زعيم إحدى الفصائل المسلحة- مقابلة رئيس الوزراء علي محمد جيدي حتى يتم نقل العاصمة إلى مقديشو، وكانت مدينة جوهر التي يسيطر عليها محمد عمر حبيب في ذلك الوقت العاصمة المؤقتة للحكومة كونها أكثر أمانا من مقديشو، في أوائل فبراير 2006 اقترح قنيري اتخاذ بيدوا عاصمة مؤقتة الأمر الذي أغضب محمد عمر حبيب بشدة.
خسر قنيري منصبه في وقت لاحق بعد خوضه معارك مع اتحاد المحاكم الإسلامية في معركة مقديشو الثانية.

### التحالف من أجل استعادة السلام ومكافحة الإرهاب (ARPCT)
كان محمد قنيري أفرح عضوًا في تحالف استعادة السلام ومكافحة الإرهاب (ARPCT)، الذي شكله عدد من أمراء الحرب في مقديشو سعيا لمواجهة النفوذ المتزايد لاتحاد المحاكم الإسلامية، وتلقى التحالف تمويلا من وكالة المخابرات المركزية الأمريكية، وحدثت مواجهات واشتباكات متقطعة بين التحالف والمحاكم في أوائل عام 2006 من ضمنها معركة استمرت أربعة أيام وانتهت في 27 مارس 2006.

### معركة مقديشو الثانية
خلال شهري مايو ويونيو 2006 دارت معركة عنيفة بين تحالف مكافحة الإرهاب واتحاد المحاكم الإسلامية للسيطرة على العاصمة مقديشو المدمرة، و خسر التحالف المعركة، واضطر قنيري وغيره من أمراء الحرب إلى الفرار أو الاستسلام للمحاكم الإسلامية.
في يونيو أُجبر قنيري وقواته على الخروج من حي دينيلي، وكان "القائد العام للميليشيات الموالية لمحمد قنياري" جَرَمْ - جَرَمْ قد استسلم بعد معركة مقديشو الثانية. ولكون قنيري أمير الحرب الوحيد في الصومال الذي لم تدعمه إثيوبيا قط، بقي قنيري بعد المعركة في الصومال في الوقت الذي انسحب فيه باقي أمراء الحرب إلى إثيوبيا.
أٌعفي قنيري أفرح من منصبه الحكومي بسبب رفضه الامتثال للأوامر الحكومية بإيقاف الحرب ضد المحاكم الإسلامية.

### فلول مليشيات قنيري
في يوليو 2006 وصل قنيري أفرح إلى العاصمة المؤقتة للحكومة الانتقالية بيدوا على رأس ما تبقى من مليشياته التي ناهز عدده 150 رجلا فقط.

### العودة إلى مقديشو
في 29 ديسمبر وبعد سقوط مقديشو في يد الحكومة عاد محمد قنيري إلى العاصمة وناشد الحكومة الفيدرالية عدم نزع سلاح الميليشيات. في 31 ديسمبر حاصر قنيري مقر الحكومة بعشرات العربات المدرعة، مدعيا أن لديه 1500 رجلا تحت إمرته، مؤكدا أن سيطرة الحكومة على مقديشو كانت وهمًا، لأن إثيوبيا هي المسيطرة فعليا.

### نزع سلاح المليشيات
في يناير 2007 كان محمد قنيري بجانب موسى سودي يلحو أول أمراء الحرب الذين يسلمون أسلحتهم وميليشياتهم إلى الحكومة، على الرغم من بقاء بعض أسلحتهم في مواقع أخرى يسيطر عليها قنيري ومحمد طيري، وتسلم القائد العام للقوات المسلحة جنباً إلى جنب مع اللواء بريسي في قوة الشرطة الصومالية وناجي وشخصيات أخرى.

## وفاته
أقام قنيري أفرح منذ عام 2014 في العاصمة الكينية نيروبي، وتوفي بعد صراع مع المرض في 29 يونيو 2019 في العاصمة الصومالية مقديشو ودُفن في حي دينيلي في العاصمة الصومالية مقديشو حيث أقيمت له جنازة رسمية.